# Saint-Marc-la-Lande
Saint-Marc-la-Lande è un comune francese di 366 abitanti situato nel dipartimento delle Deux-Sèvres nella regione della Nuova Aquitania.

## Società

### Evoluzione demografica
Abitanti censiti